# 헨리 처니
헨리 처니(Henry Czerny, 1959년 2월 8일 ~ )는 캐나다의 배우이다.

## 출연 작품

### 영화
- 미션 임파서블
- 바비를 위한 기도
- 미션 임파서블: 데드 레코닝 - 유진 키트리지 역

### 드라마
- 리벤지
- 폴링 스카이